# Walerian Zamiara

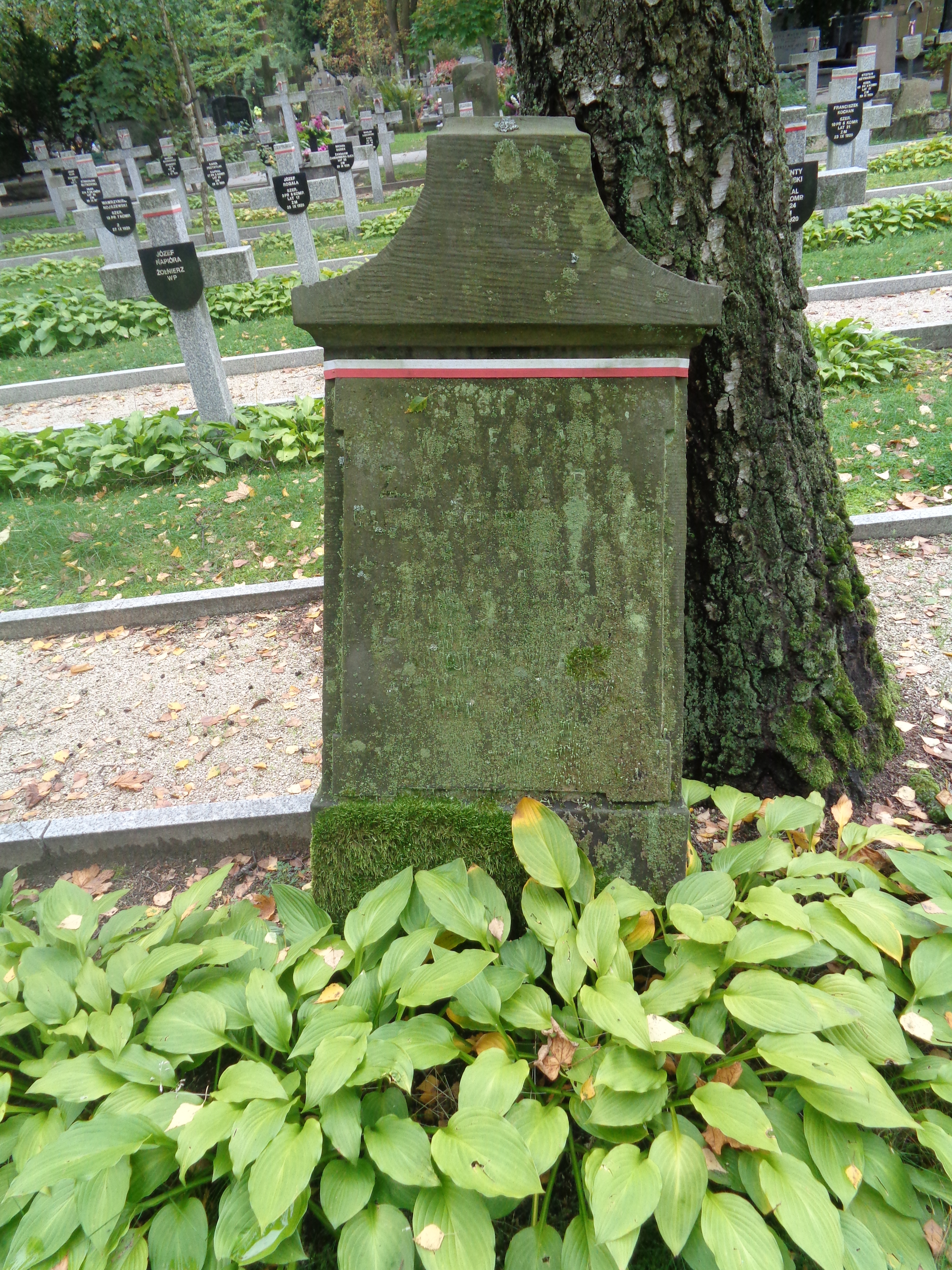
Grób Waleriana Zamiary na Cmentarzu Wojskowym na Powązkach

Walerian Zamiara (ur. 25 listopada 1902 w Poznaniu, zm. 14 września 1920 w Warszawie) – kapral piechoty Wojska Polskiego, kawaler Orderu Virtuti Militari.

## Życiorys
Syn Ignacego i Marii z domu Wożniak. Był bratem Bronisława Zamiary. Uczeń szkoły średniej. Od 1914 w drużynach skautowych, a od 27 grudnia 1918 jako ochotnik brał udział w walkach po wybuchu powstania wielkopolskiego oraz w kwietniu 1919  walczył podczas bitwy o Lwów.
Później w składzie 1 pułku Strzelców Wielkopolskich bił się na froncie litewsko-białoruskim nad Berezyną, pod Bobrujskiem oraz Mińskiem. Podczas walk doznał kontuzji, ale w sierpniu 1920 powrócił w szeregi pułku, do 8. kompanii znajdującej się w składzie II baonu. Uczestniczył w walce pod Żabinką, która rozegrała się 12 września 1920, podczas której został ciężko ranny.
Zmarł w Warszawie gdzie zatrzymał się pociąg sanitarny „Karpatczyk”, którym przewożono rannych. Pochowany został na cmentarzu wojskowym na Powązkach w Warszawie (kwatera A13-3-14). Pośmiertnie został odznaczony Krzyżem Srebrnym Orderu Virtuti Militari.

## Ordery i odznaczenia
- Krzyż Srebrny Orderu Virtuti Militari (nr 8011)[1]
- Krzyż Walecznych